# Amt Neuenrade
Das Amt Neuenrade war ein Amt im Kreis Altena in Nordrhein-Westfalen. Im Rahmen der nordrhein-westfälischen Gebietsreform wurde das Amt zum 1. Januar 1969 aufgelöst.

## Geschichte
In der Franzosenzeit wurde im Kanton Neuenrade des Großherzogtums Berg die Mairie (Bürgermeisterei) Neuenrade eingerichtet. Nachdem das Gebiet der früheren Grafschaft Mark 1815 wieder an Preußen gefallen war, bestand die Mairie Neuenrade als preußische Bürgermeisterei im 1817 wiedergegründeten Kreis Altena fort.
Im Rahmen der Einführung der Landgemeindeordnung für die Provinz Westfalen wurde 1844 im Kreis Altena aus der Bürgermeisterei Neuenrade das Amt Neuenrade gebildet. Dem Amt gehörten zunächst die Stadt Neuenrade sowie die Landgemeinden Dahle, Ohle und Werdohl an.
1890 wurde Ohle in das Amt Plettenberg umgegliedert. Am 1. Juni 1891 schied auch Werdohl aus dem Amt Neuenrade aus und bildete fortan ein eigenes Amt.
Das Amt Neuenrade wurde zum 1. Januar 1969 durch das Gesetz zur Neugliederung des Landkreises Altena und der kreisfreien Stadt Lüdenscheid aufgelöst. Dahle wurde Teil der Stadt Altena und in die Stadt Neuenrade, die Rechtsnachfolgerin des Amtes ist, wurde die Gemeinde Küntrop aus dem Kreis Arnsberg eingegliedert. Altena und Neuenrade gehören seit 1975 zum Märkischen Kreis.

## Einwohnerentwicklung
| Jahr | Einwohner | Quelle |
| ---- | --------- | ------ |
| 1839 | 3.780     | [ 6 ]  |
| 1859 | 4.652     | [ 7 ]  |
| 1871 | 5.996     | [ 8 ]  |
| 1885 | 8.262     | [ 9 ]  |
|      |           |        |
| 1910 | 3.447     | [ 10 ] |
| 1925 | 3.833     | [ 11 ] |
| 1933 | 4.073     | [ 11 ] |
| 1939 | 4.601     | [ 11 ] |
| 1950 | 6.479     | [ 12 ] |
| 1961 | 8.004     | [ 13 ] |

Das Amt wurde 1891/92 verkleinert.